# Miba AG
Die Miba AG ist ein familiengeführtes Industrie- und Technologieunternehmen, das 1927 in Laakirchen (OÖ) gegründet wurde.
Das Unternehmen produziert Gleitlager, Reibbeläge, Sinterformteile, Beschichtungen und Batteriesysteme. Weiters fertigt die Miba passive elektronische Bauelemente wie Widerstände und Entwärmungssysteme, die u. a. bei Energieübertragungssystemen benötigt werden.
Darüber hinaus entwickelt und produziert das Unternehmen Sondermaschinen zur präzisen mechanischen Bearbeitung von Großbauteilen.
Die Gruppe besitzt 29 Standorte in elf Ländern.

## Geschichte
Das Unternehmen wurde 1927 von Franz Mitterbauer als Reparatur- und Produktionswerkstätte von Motoren gegründet. Seit 1949 werden auch Gleitlager hergestellt, die zum Beispiel im Schiffbau benötigt werden, und 1963 begann die Produktion von Sinterformteilen. 1975 begann die Fabrikation von Reibbelägen (Bremsbeläge). 1978 erfolgte die erste Auslandsniederlassung in Deutschland. 1983 starb der Firmengründer und sein Sohn Peter Mitterbauer übernahm die Leitung. 1986 erfolgte der Börsengang; 2015 wurde die Börsennotierung eingestellt.
2013 übergab Peter Mitterbauer den Vorstandsvorsitz der Miba AG an seinen Sohn Franz-Peter Mitterbauer. Peter Mitterbauers Tochter Therese Niss ist ebenfalls im Unternehmen tätig. Von 2008 bis 2013 war sie geschäftsführende Gesellschafterin der High Tech Coatings GmbH, einer Division der Miba AG. Seit 2013 ist sie im Vorstand der Mitterbauer Beteiligungs GmbH, der Alleineigentümerin der Miba AG.
Im Jänner 2019 untersagte das deutsche Bundeskartellamt die geplante Schaffung eines Gemeinschaftsunternehmens mit der Zollern GmbH & Co. KG, das die Gleitlagergeschäfte von Miba und Zollern bündeln sollte. Die beteiligten Unternehmen reichten daraufhin einen Antrag auf Ministererlaubnis ein, der im August 2019 bewilligt wurde. Seit 1. Oktober 2019 ist das Gemeinschaftsunternehmen unter der industriellen Führerschaft der Miba operativ tätig.
2022 eröffnete Miba in Bad Leonfelden ein Batteriewerk.

## Standorte
- Zentrale der Miba Konzerns: Laakirchen/Oberösterreich
- Standorte in Österreich: Laakirchen, Vorchdorf, Roitham, Aurachkirchen, Kirchbach, St. Stefan, Ligist, Bad Leonfelden
- Produktionsstätten weltweit: Österreich, Slowakei, Deutschland, Slowenien, Tschechien, USA, China, Indien und Brasilien
- Vertriebsstätten weltweit: Frankreich, Deutschland, Italien, USA, China

## Produktgruppen
- Miba Sinterformteile: Komponenten für Pkw-Motoren, Getriebe und Body & Chassis
- Miba Motorengleitlager: Halbschalen, Buchsen und Anlaufringe
- Miba Industriegleitlager: hydrodynamische Festflächen- und Kippsegmentlager
- Miba Reibbeläge: Reibbeläge für Bremsen und Kupplungen
- Miba Leistungselektronik-Komponenten: Elektrische Widerstände und Kühlkörper
- Miba Sondermaschinen
- Miba Beschichtungen: Funktionale Bauteilbeschichtungen
- Miba eMobility
- Miba Battery Systems GmbH